# Benedicks
Benedicks är en svensk släkt av judiskt ursprung. Den härstammar från Meissen i Sachsen, varifrån tre bröder inflyttade till Sverige 1793–1805. En av bröderna var hovjuveleraren Michael Benedicks (1768–1845) som uppköpte Gysinge bruk.
I maj 2018 fanns, enligt SCB, 8 personer med efternamnet Benedicks i Sverige.

## Personer med efternamnet Benedicks
- Bernhard Benedicks (1816–1869), bruksägare och politiker
- Carl Benedicks (1875–1958), professor i fysikalisk kemi
- Carolina Benedicks-Bruce (1856–1935), skulptör
- Edward Benedicks (1879–1960), fabrikör och sportskytt
- Gustaf Benedicks (1848–1918), bruksägare och riksdagspolitiker
- Michael Benedicks (1768–1845), hovjuvelerare och bruksägare
- Michael Benedicks (matematiker) (född 1949), professor i matematik